# Hidroelétrica do Coura
A Hidroelétrica do Coura, fundada em 1910, foi uma empresa de produção e distribuição de eletricidade que tirou partido das vantagens hídricas do Alto Minho. Cessou a atividade em 1976.
Com concessões de distribuição em; 
- Viana do Castelo — contrato com Câmara Municipal a 23 de setembro de 1914 a 1976; novo contrato em 1951.
- Caminha — anteriores a 1928/1929 a 1976, novo contrato em 25 de setembro de 1969.
- Melgaço — 1963 a 1976
- Ponte de Lima — anterior a 1928 a 1976
- Vila Nova de Cerveira — anterior a 1928 a 1976.
- Valença — 1960 a 1976.
- Monção. 1962 a 1976.
- Paredes de Coura — 1939 a 1976.